# Сухая Сабля
Сухая Сабля — река в России, протекает по Ставропольскому краю. Устье реки находится в 8,1 км от устья Мокрая Сабля по правому берегу. Длина реки составляет 35 км, площадь водосборного бассейна — 116 км².
Берёт начало в лесном массиве западнее села Круглолесское. На правом берегу стоит хутор Ледохович.

## Данные водного реестра
По данным государственного водного реестра России относится к Западно-Каспийскому бассейновому округу, водохозяйственный участок реки — Кума от Отказненского гидроузла до города Зеленокумск. Речной бассейн реки — Бессточные районы междуречья Терека, Дона и Волги.
Код объекта в государственном водном реестре — 07010000712108200002092.